# St. Lukas (Bennien)

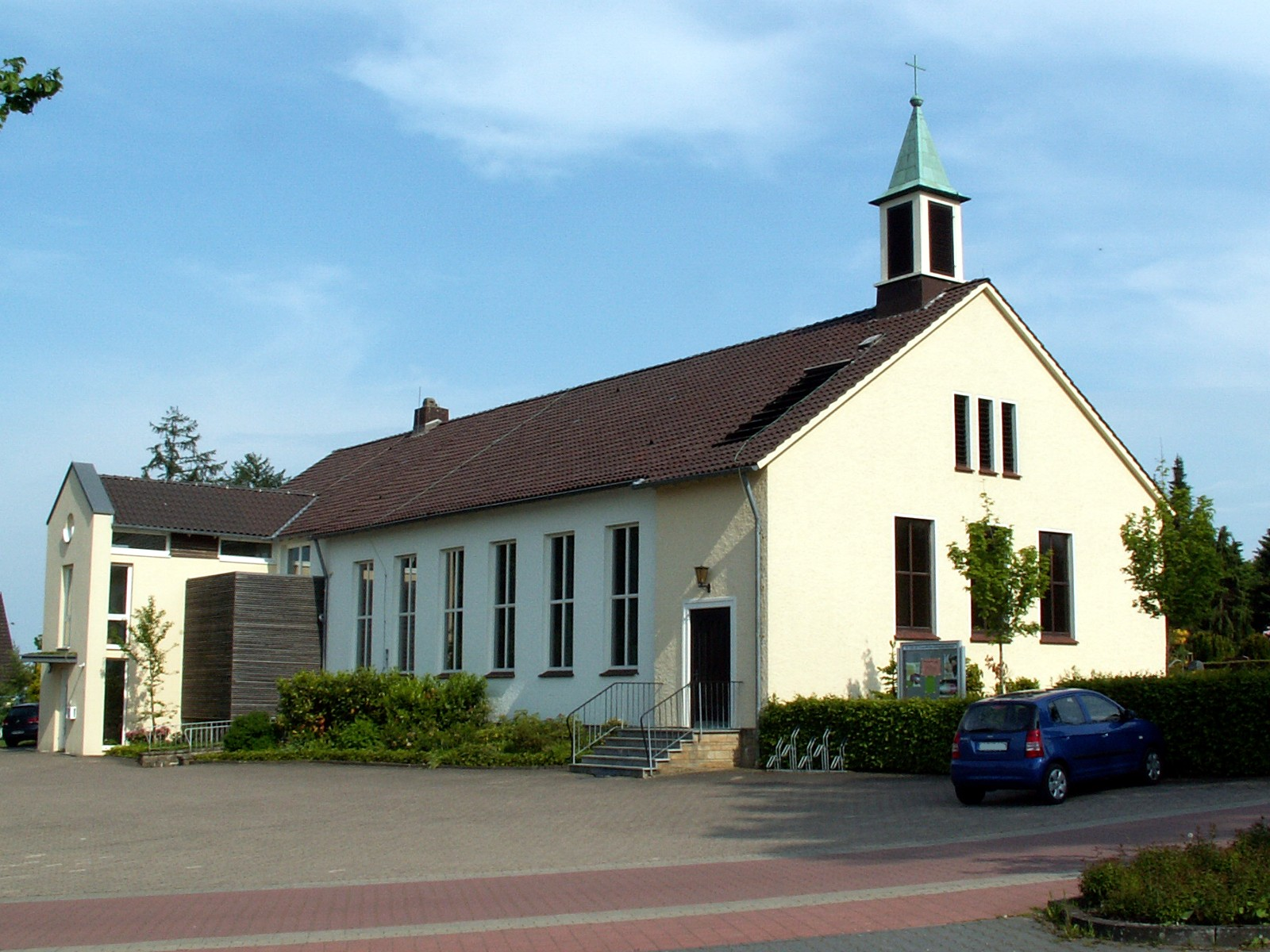
Waldkirche St. Lukas in Bennien

Die Waldkirche St. Lukas ist die evangelisch-lutherische Kirche in der Ortschaft Bennien der Stadt Melle. Die Kirche wurde am 18. Oktober 1959 eingeweiht. Damals war die Kirchengemeinde Bennien noch Teil der Kirchengemeinde Hoyel. Im Jahr 1961 wurde die Kirchengemeinde selbstständig.
Die Kirche hat zwölf große, mit Standstrahl bearbeitete Glasschirme, die im Jahr 2004 von Günther Grohs aus Wernigerode gestaltet wurden, vor den Kirchenfenstern.